# Championnats d'Europe de lutte 1988
Navigation
Édition précédente Édition suivante
Les Championnats d'Europe de lutte 1988 se sont tenus à Kolbotn (lutte gréco-romaine), à Manchester (lutte libre) et à Dijon (lutte féminine) en 1988.

## Podiums

### Hommes

#### Lutte libre
| Épreuves | Or                                    | Argent                            | Bronze                              |
| -------- | ------------------------------------- | --------------------------------- | ----------------------------------- |
| 48 kg    | Vasili Gogolev Union soviétique       | Romică Rașovan Roumanie           | Marian Nedkov Bulgarie              |
| 52 kg    | Valentin Yordanov Bulgarie            | Vladimir Toguzov Union soviétique | Šaban Trstena Yougoslavie           |
| 57 kg    | Sergey Beloglazov Union soviétique    | Ahmet Ak Turquie                  | Stefan Ivanov Bulgarie              |
| 62 kg    | Stepan Sarkisian Union soviétique     | Karsten Polky Allemagne de l'Est  | Simeon Shcherev Bulgarie            |
| 68 kg    | Arsen Fadzayev Union soviétique       | Attila Podolszki Hongrie          | Bejshchet Selimov Bulgarie          |
| 74 kg    | Adlan Varayev Union soviétique        | Pekka Rauhala Finlande            | Rakhmat Sofiadi Bulgarie            |
| 82 kg    | Yuri Vorobiov Union soviétique        | Hans Gstöttner Allemagne de l'Est | Alexandar Nanev Bulgarie            |
| 90 kg    | Makharbek Khadartsev Union soviétique | Mehmet Türkkaya Turquie           | Gábor Tóth Hongrie                  |
| 100 kg   | Leri Jabelov Union soviétique         | Noel Loban Royaume-Uni            | Uwe Neupert Allemagne de l'Est      |
| 130 kg   | Aslan Jadartsev Union soviétique      | Atanas Atanasov Bulgarie          | Andreas Schröder Allemagne de l'Est |

#### Lutte gréco-romaine
| Épreuves | Or                                  | Argent                           | Bronze                              |
| -------- | ----------------------------------- | -------------------------------- | ----------------------------------- |
| 48 kg    | Lars Rønningen Norvège              | Serguei Suvorov Union soviétique | Bratan Tsenov Bulgarie              |
| 52 kg    | Alexandr Ignatenko Union soviétique | Jon Rønningen Norvège            | Valentin Krumov Bulgarie            |
| 57 kg    | Alexandr Shestakov Union soviétique | Stoyan Balov Bulgarie            | András Sike Hongrie                 |
| 62 kg    | Jenő Bódi Hongrie                   | Nencho Nenchev Bulgarie          | Harutik Rubenian Union soviétique   |
| 68 kg    | Attila Repka Hongrie                | Petrică Cărare Roumanie          | Lars Lagerborg Suède                |
| 74 kg    | Bisolt Detsiyev Union soviétique    | Jaroslav Zeman Tchécoslovaquie   | János Takács Hongrie                |
| 82 kg    | Mijail Mamiashvili Union soviétique | Tibor Komáromi Hongrie           | Timo Niemi Finlande                 |
| 90 kg    | Ivailo Yordanov Bulgarie            | Sándor Major Hongrie             | Pavel Potapov Union soviétique      |
| 100 kg   | Anatoli Fedorenko Union soviétique  | Jožef Tertelj Yougoslavie        | Gerhard Himmel Allemagne de l'Ouest |
| 130 kg   | Alexandr Karelin Union soviétique   | Krasimir Radoev Bulgarie         | Tomas Johansson Suède               |

### Lutte féminine
| Épreuves | Or                        | Argent                       | Bronze                       |
| -------- | ------------------------- | ---------------------------- | ---------------------------- |
| 44 kg    | Valérie Delvaux France    | Brigitte Weigert Belgique    | Isabelle Poomarts France     |
| 47 kg    | Ferouza Cheurfi France    | Nadia Saïdi France           | Lynie van der Holst Pays-Bas |
| 50 kg    | Martine Poupon France     | Anne Marie Halvorsen Norvège | Ève Joly France              |
| 53 kg    | Sylvie van Gucht France   | Sandrine Laroza France       | Thinka Bergh Suède           |
| 57 kg    | Jocelyne Sagon France     | Isabelle Dourthe France      | Runi Rodal Norvège           |
| 61 kg    | Brigitte Siffert France   | Christelle Rieu France       | Ine Barlie Norvège           |
| 65 kg    | Heidi Kleven Norvège      | Dörthe Pedersen Danemark     | Marie-Line Meurisse France   |
| 70 kg    | Georgette Jean France     | Kirsten Borgen Norvège       | —                            |
| 75 kg    | Patricia Rossignol France | —                            | —                            |

## Tableau des médailles
| Rang | Nation               | Or | Argent | Bronze | Total |
| ---- | -------------------- | -- | ------ | ------ | ----- |
| 1    | Union soviétique     | 15 | 2      | 2      | 19    |
| 2    | France               | 8  | 4      | 3      | 15    |
| 3    | Bulgarie             | 2  | 4      | 8      | 14    |
| 4    | Hongrie              | 2  | 3      | 3      | 8     |
| 5    | Norvège              | 2  | 3      | 2      | 7     |
| 6    | Allemagne de l'Est   | 0  | 2      | 2      | 4     |
| 7    | Roumanie             | 0  | 2      | 0      | 2     |
| 7    | Turquie              | 0  | 2      | 0      | 2     |
| 9    | Finlande             | 0  | 1      | 1      | 2     |
| 9    | Yougoslavie          | 0  | 1      | 1      | 2     |
| 11   | Belgique             | 0  | 1      | 0      | 1     |
| 11   | Tchécoslovaquie      | 0  | 1      | 0      | 1     |
| 11   | Danemark             | 0  | 1      | 0      | 1     |
| 11   | Royaume-Uni          | 0  | 1      | 0      | 1     |
| 15   | Suède                | 0  | 0      | 3      | 3     |
| 16   | Pays-Bas             | 0  | 0      | 1      | 1     |
| 16   | Allemagne de l'Ouest | 0  | 0      | 1      | 1     |
|      | Total                | 29 | 28     | 27     | 84    |